# Chamaeza ruficauda
Chamaeza ruficauda е вид птица от семейство Formicariidae.

## Разпространение
Видът е разпространен в Аржентина, Бразилия, Колумбия и Венецуела.